# Коротоякский сельсовет (Алтайский край)
Коротоякский сельсовет — муниципальное образование со статусом сельского поселения и административно-территориальное образование в Хабарском районе Алтайского края России. Административный центр — село Коротояк.

## Население
| 1997  | 1998  | 1999  | 2000  | 2001  | 2002  | 2003  | 2004  | 2005  |
| ----- | ----- | ----- | ----- | ----- | ----- | ----- | ----- | ----- |
| 2434  | ↗2435 | ↗2524 | ↗2592 | ↘2530 | ↘2456 | ↘2376 | ↗2377 | ↗2399 |
| 2006  | 2007  | 2008  | 2009  | 2010  | 2011  | 2012  | 2013  | 2014  |
| ↘2352 | ↘2313 | ↘2284 | ↘2262 | ↘2034 | ↘2026 | ↗2036 | ↘1997 | ↘1977 |
| 2015  | 2016  | 2017  | 2018  | 2018  | 2019  | 2020  | 2021  |       |
| ↘1903 | ↘1847 | ↘1821 | ↘1769 | →1769 | ↘1716 | ↘1713 | ↘1673 |       |

По результатам Всероссийской переписи населения 2010 года, численность населения муниципального образования составила 2034 человека, в том числе 976 мужчин и 1058 женщин. 

## Населённые пункты
В состав сельского поселения входит 6 населённых пунктов:
- Калиновка (посёлок) — 40[11]
- Коротояк (село, административный центр) — 1090[11]
- Смирновский (посёлок) — 45[11]
- Усть-Курья (посёлок) — 157[11]
- Хабары (станция) — 89[11]
- Целинный (посёлок) — 612[11]